# شاخه پایین‌روی سرخرگ پس‌سری
شاخه پایین‌روی سرخرگ پس‌سری بزرگ‌ترین شاخه سرخرگ پس‌سری است که در پشت گردن به سمت پایین می‌آید و به یک بخش سطحی و عمیق تقسیم می‌شود.
- بخش سطحی در زیر ماهیچه‌های نواری جای دارد و شاخه‌هایی را ایجاد می‌کند که ماهیچه را سوراخ می‌کنند تا خون ماهیچه ذوزنقه‌ای را با آناستوموز (بازپیوندی) شاخه بالاروی دهانه رحم عرضی تأمین کنند.
- بخش عمیق میان ماهیچه‌های نیم‌خاری و کولی (Colli) پایین می‌رود و با پروفوندا سرویکالیس (profunda cervicalis) که شاخه‌ای از تنه سرخرگی دنده‌ای-گردنی است آناستوموز می‌شود.

آناستوموز میان این عروق در ایجاد گردش خون وثیقه پس از لیگاتور سرخرگ کاروتید مشترک یا زیرترقوه‌ای کمک می‌کند.